# Wade-Giles
El sistema Wade-Giles és un mètode de romanització (transcripció a l'alfabet llatí) del xinès mandarí. El sistema fou ideat pel britànic Thomas Francis Wade a mitjans del segle xix, i fou modificat pel també britànic Herbert Allen Giles, autor d'un influent diccionari xinès-anglès publicat el 1892 a la Xina, i successor de Wade en la càtedra de llengua xinesa a la Universitat de Cambridge.
El mètode Wade-Giles va ser el sistema més difós per a la transcripció dels noms xinesos a Occident durant tot el segle xx, fins als anys 1980, quan es va generalitzar l'ús del sistema hanyu pinyin, o simplement pinyin, desenvolupat i promogut per l'Estat xinès. A França va existir una versió modificada d'aquest sistema. En el món catalanoparlant mai ha existit un sistema propi de transcripció del xinès mandarí, i per això l'ús del Wade-Giles era pràcticament universal fins a la generalització recent del pinyin. Exemples de noms transcrits en Wade-Giles són "Mao Tse-tung" o "Teng Hsiao-p'ing", les grafies de la qual pinyin són Mao Zedong i Deng Xiaoping.

## Història
Thomas Francis Wade va ser diplomàtic britànic a la Xina i va ocupar càrrecs com intèrpret de cantonès i com vicecònsul en Xangai. El 1859, va publicar el seu Sil·labari pekinés (Peking Syllabary>Wade, T.F., The Peking Syllabary; being a collection of the characters representing the dialect of Peking; arranged after a new orthography in syllabic classes, according to the four tones. Designed to accompany the Hsin Ching Dl., or Book of Experiments, Hong Kong, 1859.), obra que recollia un llistat de les síl·labes del dialecte pekinés del mandarín en el sistema de transcripció que ell mateix havia dissenyat. Després de retirar-se de la carrera diplomàtica i tornar a Anglaterra en 1883, Thomas Francis Wade va inaugurar la càtedra de llengua xinesa en la Universitat de Cambridge. El seu successor en aquest lloc seria Herbert Allen Giles, altre diplomàtic que en 1892 havia publicat en Xangai un diccionari bilingüe Giles, Herbert A. A Chinese-English Dictionary. Shanghai, 1892, que el 1912 seria reeditat a Londres, en versió revisada i ampliada. El diccionari de Giles feia servir una modificació del mètode de transcripció de Wade. És aquesta segona versió del sistema, deguda a Giles, la qual es convertiria en el principal sistema de transcripció del xinès utilitzat a Occident durant el segle xx.
Des de principis del segle xx, el sistema Wade-Giles va ser utilitzat també pels mateixos xinesos per a transcriure els seus noms a l'alfabet llatí. Encara avui dia, a Taiwan i entre les comunitats xineses en l'estranger, són freqüents els noms transcrits segons aquest mètode, com es manifesta en cognoms com "Chang", "Chu" o "Hsiang". A la Xina continental, no obstant això, l'ús del Wade-Giles ha estat totalment abandonat, emprant-se únicament el sistema oficial pinyin per als noms de persona i els noms de lloc, i per això els cognoms anteriors han passat a ser "Zhang", "Zhu" i "Xiang" en l'actualitat. A Taiwan, l'ús no oficial del Wade-Giles es manifesta, a més d'en molts noms de persona, en la toponímia, com en el cas de les ciutats de Taipei o Kaohsiung. A l'ús taiwanès, com passava en el Continent abans de la difusió del pinyin, és freqüent l'omissió dels apòstrofs i dièresi del sistema, la qual cosa introdueix ambigüitat en la representació de les síl·labes. Així, els propis nom "Taiwan" i "Taipei" haurien de ser "T'aiwan" i "T'aipei", amb l'apòstrof que indica la condició d'aspirada de la consonant. L'omissió habitual dels signes diacrítics ha fet que aquests noms s'hagin consolidat com "Taiwan" i "Taipei", introduint ambigüitat fonològica, una de les principals crítiques que s'han fet a aquest sistema. L'ús del Wade-Giles ha decaigut a Taiwan en els últims anys a causa de la promoció d'altres sistemes de romanització oficials, com el gwoyeu romatzyh (oficial a la República de la Xina des del 1928) i, en l'actualitat, el tongyong pinyin.

## Característiques
El sistema Wade-Giles utilitza menys lletres de l'alfabet llatí que altres sistemes de romanització del xinès. Hi ha dues raons principals per a això. En primer lloc, els parells de consonants que es diferencien solament per ser aspirades o no aspirades s'escriuen amb la mateixa lletra, a la qual s'afegix un apòstrof quan presenta aspiració. Així, mentre que el pinyin utilitza les consonants b, p, d, t, g, k, z, c, zh i ch, en Wade-Giles la sèrie corresponent és p, p, t, t, k, k, ts, ts, ch, ch. Aquesta notació té l'avantatge de revelar la similitud entre les dues versions d'aquests parells de consonants. El major inconvenient d'aquest tret del sistema és l'omissió freqüent d'aquests apòstrofs, bé per error o bé per conveniència tipogràfica, que provoca ambigüitats en les síl·labes. La segona raó per la qual el Wade-Giles utilitza menys consonants que altres mètodes de transcripció consisteix en l'ús de ch i ch' per a representar també les consonants palatals j i q del pinyin. Això elimina la distinció que fa el pinyin entre, d'una banda, j i zh i, per un altre, q i ch. Aquesta absència de distinció no resta coherència al sistema, ja que les versions palatals es combinen sempre amb les vocals i i ü, que no segueixen mai a les retroflexes.
Per això, ambdós parells de consonants, diferenciats en sistemes com el pinyin o el bopomofo, poden considerar-se com varietats al·lòfones dels mateixos sons. En pinyin aquest fet és menys aparent a causa del doble ús de les lletres i i o, la primera de les quals pot usar-se per a l'anomenada "rima buida", com en shi (shih en Wade-Giles), i la segona de les quals s'usa en lloc de ü amb aquelles consonants que no poden combinar-se amb el so /o/, com en el cas de xu (hsü en wade-Giles). El mètode Wade-Giles, per la seva banda, utilitza sempre ü per al so de la u francesa o ü alemanya, i el dígraf ih per a la rima buida. El sistema de quatre tons del mandarí se solia representar en Wade-Giles mitjançant superíndexs numèrics, utilitzats solament en diccionaris i obres de referència sobre llengua xinesa, però mai en les transcripcions de noms.
Llista de diferències amb el sistema hanyu pinyin.
A continuació s'enumeren les diferències entre ambdós sistemes. Per a evitar confusions a l'esmentar els sons, les lletres en el sistema hanyu pinyin es mostren en cursiva, i les quals corresponen al Wade-Giles en negreta.
- Les consonants b, d i g es representen en Wade-Giles per p, t i k, respectivament, mentre que les seves corresponents aspirades p, t i k són p', t', k', amb un apòstrof que indica l'aspiració.
- zh es representa per ch, mentre que z és ts, excepte en la síl·laba zi (vegeu més baix). Les corresponents versions aspirades, ch i c, es representen, com en el cas anterior, mitjançant l'afegit d'un apòstrof: ch' i ts'.
- j i q es representen per ch i ch' respectivament, igual que zh i ch. Això no introduïx ambigüitat en el sistema, atès que aquests dos grups de consonants sempre apareixen amb vocals diferents, pel que es poden considerar al·lòfons
- x es representa per hs.
- r es representa per j (la r del mandarí té un so que s'assembla al de la j francesa), excepte en el seu ús a final de síl·laba per a indicar el fenomen de la rotització, pròpia del dialecte pekinès.
- ong s'escriu ung (el so en mandarí és intermedi entre o i u).
- ian s'escriu ien (més proper a la pronunciació real).
- Les síl·labes zhi, chi, shi i ri es representen per chih, ch'ih, shih i jih, respectivament.
- Les síl·labes zi, ci i si es representen per tzŭ (o tsŭ), tz'ŭ (o ts'ŭ) i ssŭ (o szŭ).
- La vocal i s'escriu ê quan representa un so schwa, com en ên o pên.
- La vocal i s'escriu eh a final de diptong. Per exemple, lie s'escriu lieh, jie s'escriu chieh.
- o s'escriu també o quan representa el so de la o espanyola, però s'escriu sempre amb dièresi, ü, quan representa el so de la u francesa. Per exemple, les síl·labes qu, dj., xu i yu s'escriuen ch'ü, chü, hsü i iü, respectivament.
- you es representa com yu (la síl·laba yu del pinyin és iü, d'acord amb el punt anterior).
- uo s'escriu simplement com o en algunes síl·labes, com zuo, cuo, ruo, que es converteixen en tso, ts'o i jo, respectivament.